# ليونارد ويلكوكس
ليونارد ويلكوكس (بالإنجليزية: Leonard Wilcox)‏ هو محامي وقاضي وسياسي أمريكي، ولد في 29 يناير 1799 في الولايات المتحدة، وتوفي في 18 يونيو 1850 في نفس البلد. حزبياً، نشط في الحزب الديمقراطي. وقد انتخب عضو مجلس الشيوخ الأمريكي.